# Cyperus obbiadensis
Cyperus obbiadensis là loài thực vật có hoa trong họ Cói. Loài này được Chiov. mô tả khoa học đầu tiên năm 1928.